# فریج الاصمخ
فریج الاصمخ (به لاتین: Fereej Al Asmakh) یک منطقهٔ مسکونی در قطر است که در شهرداری دوحه واقع شده‌است. فریج الاصمخ ۰٫۷۷ کیلومتر مربع مساحت دارد.